# Trzy Stawy
Die Trzy Stawy (polnisch für Drei Seen) sind drei kleine Seen an der Südküste von King George Island im Archipel der Südlichen Shetlandinseln. Sie liegen am Westufer der Three Kings Cove.
Polnische Wissenschaftler benannten sie 1981 nach einer entsprechenden Seengruppe in der polnischen Tatra.